# Sacré (album)
Albums de Georgio
XX5
(2018) Années Sauvages
(2023)
Sacré, est le quatrième album studio du rappeur français Georgio sorti le 7 mai 2021.

## Présentation
L’album contient de nombreux featuring, dont notamment S.Pri Noir, Kalash Criminel, Sanka ou Zikxo. La réédition de l’album, intitulée Ciel enflammé - Sacré, sort le 10 décembre 2021 avec des featuring comme Cœur de Pirate, Doums, Mister V, Luv Resval et Sofiane Pamart,.

## Liste des titres
| 1.  | Miraculé                                  | Omeko                                 |  |
| 2.  | Vers le haut                              | Georgio & Medeline                    |  |
| 3.  | Soto                                      | Le Gordon & Angelo Foley              |  |
| 4.  | Full moon (feat. S.Pri Noir)              | Dany Synthé                           |  |
| 5.  | Je te dirai tout                          | Jerzeÿ & Angelo Foley                 |  |
| 6.  | Petit prince                              | Georgio & Angelo Foley                |  |
| 7.  | Danse                                     | Phazz & Angelo Foley                  |  |
| 8.  | Émotions masquées (feat. Kalash Criminel) | Georgio                               |  |
| 9.  | À ma place                                | Georgio & Angelo Foley                |  |
| 10. | On se connaît pas (feat. Sanka)           | Georgio & Angelo Foley                |  |
| 11. | Plus peur de vivre                        | Georgio & Angelo Foley                |  |
| 12. | Parallèle (feat. Zikxo)                   | Phazz & Prymus                        |  |
| 13. | Kamikaze                                  | Georgio & Angelo Foley                |  |
| 14. | Les anges dans des robes rouges           | Phazz & Angelo Foley                  |  |
| 15. | 3:00 PM                                   | Georgio & Kamandi                     |  |
| 16. | Équilibre                                 | Georgio & Derrick                     |  |
| 17. | Les laisser parler                        | Georgio, Felipe Saldivia & Fred Savio |  |
| 18. | Sacré                                     | Unlucky & Nachos                      |  |

| 1.  | Couronne                                       | Lucci’                               |  |
| 2.  | Pas de monde imaginaire                        | Lucci’                               |  |
| 3.  | Concept flou (feat. Cœur de Pirate)            | Waxx & Lucci’                        |  |
| 4.  | Unique (feat. Doums)                           | Lucci’                               |  |
| 5.  | Célébrer                                       | Lucci’ & Nachos                      |  |
| 6.  | Long courrier                                  | Lucci’ & Angelo Foley                |  |
| 7.  | Spirituel                                      | Lucci’                               |  |
| 8.  | Près du feu (feat. Mister V)                   | Lucci’                               |  |
| 9.  | NOONNNN                                        | Lucci’                               |  |
| 10. | Joy Division                                   | Agnès Imbault, Lucci’ & Angelo Foley |  |
| 11. | Issue de secours (feat. Luv Resval)            | Lucci’                               |  |
| 12. | Quelques amis ça suffit (feat. Sofiane Pamart) | Angelo Foley & Sofiane Pamart        |  |

## Réception

### Critique
L’album est très bien reçu par la critique :
« Ce véritable hymne aux petits moments de la vie marque également les 10 ans de carrière du rappeur »
« Rempli d’images contrastantes, excessives et aussi paradoxales que vraies, Sacré est un bel aboutissement artistique de Georgio qui, encore une fois, a eu tant de choses à nous dire »

### Commerciale
L’album réussi à faire le très bon score de 4 621 ventes en seulement 3 jours, lui permettant d’atteindre la 3e place du top albums.